# Джемс, Джонатан
Джонатан Джемс (англ. Jonathan Gems, род. январь 1952, Лондон) — британский драматург и сценарист, наиболее известный своей работой над «Марс атакует!» (1996) режиссёра Тима Бёртона. Он также написал новеллизацию фильма. Среди его известных работ — сценарий экранизации романа Джорджа Оруэлла «1984».
Сын драматурга Пэм Джемс; Джонатан Джемс написал несколько пьес для театров на окраине Лондона, прежде чем постепенно перейти к написанию сценариев. Помимо «Марс атакует!», Джемс переписал сценарий к «Бэтмену» 1989 года (что не было указано в титрах). Джемс написал неиспользованные сценарии для Бертона, в том числе продолжение «Битлджуса» (1988) под названием «Битлджус едет на Гавайи», обновлённую версию фильма по Эдгару Аллану По «Падение дома Ашеров», действие которого происходит в Бербанке, Калифорния, The Hawkline Monster, фильм о ковбоях/монстрах, в котором должны были сыграть Клинт Иствуд и Джек Николсон, а также «Давай, детка, давай», пляжный фильм в стиле фильмов Расса Мейера.

## Пьесы
- The Tax Exile (постановка 1979)
- Naked Robots (постановка 1980)
- The Paranormalist (постановка 1982)
- Susan's Breasts (постановка 1985)